# ホリアテール
『ホリアテール』(HORI A TALE)は、セガより発売された中型マスメダルプッシャーゲーム。2023年3月23日稼働開始。ボールを落としてゲームを進めたり、中央にあるプッシャーテーブルからボールを獲得するシステムは同社が以前展開していた『アラビアンジュエル』とよく似ている。また前述のアラビアンジュエルと異なる点として、同社の『バベルのメダルタワー』のように最大約1000枚のメダルタワーを建造する機構を搭載していたり、Aimeを使用したマイページ機能に対応していたりする。

## 基本ルール
・プレイヤーはメダル投入口にメダルを入れ、プッシャーテーブルにメダルを投入する。メダルは専用の機構により大きくジャンプするように投入される。
・プッシャーテーブルからボールを落とすことで、メダルWINなどが発生する。落としたボールの色により効果は異なる。また、メダルを4枚投入するごとに、画面下部中央の円に色が塗られていく。もし円が全く同じ色で揃った場合、その色のボールを落としたことになり、即座にその効果が発動する。（例えばピンクが4つ揃った場合、ピンクボールを1つ落としたことになる。）
・ボールをプッシャーテーブル上に補充するためには、「ボーナスプッシャーチャンス」に当選してボーナスプッシャーから落とすか、直接ボールの払い出しに当選する必要がある。なお、ジャックポットチャンスの突入に必要なビッグボール3種は必ずボーナスプッシャーから落とす必要がある。
上記のボールを獲得して落とすを繰り返すことが基本的な遊び方となる。

## 本タイトルの特徴的な要素
以下に『ホリアテール』での特徴的な要素を示す。

### 通常サイズのボール
通常サイズのボールは、ボーナスプッシャーから落とすほかデジタル抽選で当選することでサテライトから払い出される。なおサテライトから払い出される場合は次の色が見えており、のぞき込めばその次に構えているボールも見ることが出来る。

#### ・ピンクボール
落とすことでルーレットチャンスに発展する。ルーレットは2段階に分かれている。まず第1段階でデジタル抽選を行い、第1段階で「GO！」が当選すれば、サテライト抽選機による物理抽選を行う。当選内容は以下の通り。
第1段階(デジタル)
- メダル3枚
- メダルタワーに12枚追加
- ボールラッシュステップ1つ（7つ集めることでボールの複数払い出しが発生。最大7個。）
- ボール2個払い出し
- 第2段階へ進出

第2段階(物理抽選)
- メダル10枚
- メダルタワーに18枚or36枚追加
- ボーナスプッシャー(15枚)

#### ・グリーンボール
落とすことでボーナスゲーム抽選に発展する。まずサテライト抽選機による物理抽選を行う。物理抽選は6マスに等分されたルーレットで行われ、3マスは「ボーナスゲームステップ１つ」で残りの3マスにそれぞれ1マスずつボーナスゲームが振られている。ボーナスゲームステップを5つ集めることでもボーナスゲームに進出し、この場合配当が2倍になる。
各ミニゲームの内容は以下の通り。
ギリマデホール
物理抽選によりピッケルを選択し、洞窟内を掘り進める。ピッケルにより掘り進めるマス(壁)の数が異なる。掘れば掘るほど配当がパワーアップするが、最も奥（最後）の壁を掘ってしまった場合は溶岩が流れてしまいメダル数枚の配当になる。3回の抽選を行い、溶岩に当たることなく掘り進められた場合は掘ったマス数に応じた配当がもらえる。なお、マス数は毎回ランダム。
バイネラーウ
まず1回目の物理抽選で配当を確定する。その後、2,3回目の物理抽選でダブルアップに挑戦できる。2,3回目の抽選は任意であるため、挑戦せず現在の配当を持ち帰ることもできる。挑戦した後、配当にその倍率を掛け算する。倍率は0倍・1倍・2倍のいずれか。また、まれにボーナスプッシャーのアイコンが登場することがあり、それが当選すると配当を1倍にしたまま追加でそのボーナスプッシャーを獲得できる（2回目の抽選で獲得した場合、ボーナスプッシャーは3回目の抽選の影響を受ける。0倍であれば喪失し、2倍ならプッシュ枚数が2倍になる）。0倍で配当が無くなった場合も5枚だけ持ち帰ることになる。
ウチアゲール
画面上に配置されたコインを取るように、自機（鳥）を発射する。発射はプレイヤーが物理抽選機のボールを射出して物理抽選機のポケットに入った瞬間の方向に打ち出される。打ち出した際の軌道は上に凸の放物線を描くようになっている。2回挑戦し、その合計の配当を得る。
・シアンボール
落とすことで「スゴロクチャンス」に発展する。物理抽選によるルーレットで、以下のいずれかが抽選される。
- 1 or 3マス進む
- ここで獲得
- ふりだしに戻る(スゴロク序盤には登場しない)

1マス進むか3マス進む場合、その着地点にある配当を得られる。配当は「メダル3枚」か「発掘チャンス」か「ボーナスプッシャーチャンス」となっており、発掘チャンスの方が基本的に枚数が多い。発掘チャンスはレベルが最大10まで存在し、そのレベルが高いほど高配当が期待できる。
また、道中にボーナスプッシャーチャンスマスがあり、ここに止まることでボーナスプッシャーチャンスに挑むことが出来る。
ここで獲得の場合、今いるマスの配当をそのまま獲得する。なお、発掘チャンスは止まるたびにレベルが上昇するため、同じマスで獲得し続けるほど配当がよくなる。
ふりだしに戻るの場合、配当を得ずにそれまでの進み具合がリセットされる。Aimeを使用している際は3つの惑星のうちどこに入るかを選択しなおす（発掘チャンスでのお宝のコレクション要素の為）。
スゴロクにはゴールが設定されており、到達することでボーナスプッシャーチャンス(100枚)が得られる。
・パープルボール
落とすことで「ボーナスプッシャーチャンス(15枚)」を得る。ボーナスプッシャーチャンスについては後述。

### ビッグサイズのボール
前述した通常サイズのボールよりも大きく、ボーナスプッシャーの台から落とす以外に入手する方法が無い。（ただし、これらのボールを落とすことで発生するJPCは別の要因で発生することがある）

#### ・ビッグレッドボール
落とすことで「レッドジャックポットチャンス」に挑戦できる。ジャックポットチャンスは3段階に分かれており、3段階目の抽選を突破することでジャックポットを獲得する。1,2段階では1/2で突破となる物理抽選を行い、最後の3段階目で「JP」「ハーフJP」「200枚」の1/3の物理抽選を行う。1,2段階目で突破に失敗した場合は表記されているメダルの枚数をタワーに追加してタワーを払い出す。ジャックポットを獲得した際も、1000枚になるまで積み上げ、残りはクレジット（持ちメダル）に直接加算される。

#### ・ビッグブルーボール
落とすことで「ブルージャックポットチャンス」に挑戦できる。ジャックポットチャンスは同社のメダルゲーム『バベルのメダルタワー』に似ており、ハズレを引くまで永遠に物理抽選が続く。ルーレットは10等分されており、うち1面か2面がハズレとなる「×」になる（毎回の抽選で変動する）。数字の書かれたマスが当たった場合、その数字がメダルタワーに追加される。すでにメダルタワーが1000枚を超えている場合、それを超えるメダルはクレジットに直接加算される。なお、メダルを投入することでルーレット上の×を取り除くデジタル抽選を行う。入れたメダルはプッシャーテーブルにも発射されず、返却もされないため注意が必要である。また、×が鉄板で固定されている場合にはこのデジタル抽選を行うことが出来ず、必ず×が付いてくることになる。

#### ・ビッグイエローボール
落とすことで「イエロージャックポットチャンス」に挑戦できる。ジャックポットチャンスは2回の物理抽選により行われる。まず、サテライトの抽選機により、「数字」と「回転方向」を決める。その後、筐体中央にあるドリルが、数字分のマス目だけ、回転方向に回転する。止まった場所にあるお宝（配当）を獲得できる。なお、ドリルのマス目には「金の宝物庫」と「銀の宝物庫」があり、100枚以上の高額配当が期待できる。また金の宝物庫からは他の色のジャックポットチャンスが出る場合がある。

### ボーナスプッシャー
このゲームの目玉となる機構の1つ。筐体中央に正円形のプッシャーがあり、そのプッシャー上にメダルを下地にしてボールが大量に配置されている。一定時間で1周するように回転しており、プレイヤーのサテライトに面していない場所にはガードレールがある。
プレイヤーが何かしらの要因で「ボーナスプッシャーチャンス」を獲得すると、以下の「ボーナスプッシャー」が発生する。
1. ボーナスプッシャーテーブルの上段に、ボーナスプッシャーで指定された枚数のメダルが投入される。
2. 20秒以内にプレイヤーはボタンを押し、上段のテーブルからメダルを落とす。
3. ボーナスプッシャーの下段から自分のプッシャーテーブルにボールが落ちる。（枚数によっては当然1球も落ちない場合がある）
4. 押した後、ボーナスプッシャーの継続チャンスが発生する。ルーレットが表示され8マスの内、数マスが「継続」でありそれ以外は「終了」になっている。物理抽選でこのルーレットの継続を当てることが出来れば再度1に戻って同じ場所でボーナスプッシャーを行うことが出来る。
5. 外れた場合でも、100円を投入することで15枚のボーナスプッシャーで再度継続が可能になる。終了前のボーナスプッシャーが何枚であるかにかかわらず、コンテニューした場合は必ず15枚になる。

同じ場所で10連チャンした場合、その時点でボーナスプッシャーを行う場所の変更が可能になる。この場合に限り、1に戻った後、2を通って再度ボーナスプッシャーを行う。
ボーナスプッシャーは常に1人だけプレーすることになる。2番サテライトと3番サテライトが同時に実行するなど、複数サテライトに対して同時実行されることは無い。
上記の状況になった際、プレー中のサテライト以外は待機状態となり、待機状態で得たボーナスプッシャーはストックされていく。その際に複数獲得した場合には、２つのボーナスプッシャー権を合算した枚数で1回のボーナスプッシャーチャンスに変換される。

### メダルタワーと宝箱
このゲームの目玉となる機構の1つ。サテライトにメダルタワーを積み上げる機構があり、ある特定タイミングでメダルタワーがプッシャーテーブルに押し出されて払い出される。特定タイミングは以下の通り。
- レッドジャックポットかブルージャックポットの払い出し
- プレー中のアクションによりタワーが一定枚数に到達した後、100円投入で挑戦する抽選で当選する
- 上記でメダルタワーが1000枚に到達した場合

同社の『バベルのメダルタワー』と同様に建造されるが、今作ではプッシャーテーブルの穴側にフラップ（専用のパネル）がついている。これはメダルタワーが倒れた際に押されるもので、メダルタワーの高さにより、1～3枚のフラップが押されることになる。フラップが押された場合、押された数分だけ宝箱を獲得し、中身からメダルなどを獲得できる。
なお、宝箱は色が異なるものがあり、その色によってフラップの光り方も異なる。色によってレア度が分類されており、最も良いものは虹色に光っている。